# سو بينغتيان
سو بينغتيان (مواليد 29 أغسطس 1989) هو عداء صيني،هو أول آسيوي يكسر حاجز ال 10 ثوان في سباق 100 متر.
1. ↑  界面新闻 (بالصينية المبسطة), QID:Q20688847